# 35 Leonis Minoris
35 Leonis Minoris är en gulvit stjärna i huvudserien i Lilla lejonets stjärnbild.
35 Leonis Minoris har visuell magnitud +6,29 och är nätt och jämnt synlig för blotta ögat vid mycket god seeing. Den befinner sig på ett avstånd av ungefär 155 ljusår.